# Geraldo de Proença Sigaud
 (juillet 2015).
Si vous disposez d'ouvrages ou d'articles de référence ou si vous connaissez des sites web de qualité traitant du thème abordé ici, merci de compléter l'article en donnant les références utiles à sa vérifiabilité et en les liant à la section « Notes et références ».
Geraldo de Proença Sigaud, né le 26 septembre 1909 à Belo Horizonte, Minas Gerais (Brésil) et mort le 5 septembre 1999 à Diamantina, Minas Gerais (Brésil) est un archevêque brésilien de l'Église catholique.